# داوود غفارزادگان
داوود غفارزادگان (متولد ۱۳۳۸ اردبیل) داستان‌نویس ایرانی است.

## زندگی
او در ۹ مهرماه ۱۳۳۸ در اردبیل متولد شد. تحصیلاتش را در همان‌جا تمام کرد و به کار معلمی پرداخت.

## فعالیت
در سال ۱۳۵۹ اولین اثرش را در مطبوعات به چاپ رساند. فارغ‌التحصیل دانشسرای مقدماتی اردبیل است (۱۳۵۶) و در روستاهای همان جادرس می‌داد. در سال ۱۳۶۷ به تهران منتقل شد و در دفتر انتشارات کمک‌آموزشی مشغول به کار شد. بازنشستهٔ آموزش و پرورش است و در تهران زندگی می‌کند.

## آثار
بیش از سه دهه داستان‌هایی با موضوعات متنوع و برای مخاطبان متنوع نوشته‌ است. جایزهٔ ۲۰ سال ادبیات داستانی (بزرگسالان) به خاطر اثر ارزش‌مندش ما سه نفرهستیم به او تعلق گرفت. وی یکی از مؤثرترین نویسندگان در عرصه ادبیات کودک و نوجوان است. نشان طلایی از جشنوارهٔ بزرگ برگزیدگان ادبیات کودک ونوجوان (انجمن نویسندگان کودک ونوجوان) به عنوان یکی از بهترین داستان‌نویسان دو دهه از جوایز دیگر اوست. رمان فال خون او توسط قانون‌پرور ترجمه و در دانشگاه تگزاس آمریکا چاپ شده‌است.
همچنین از این نویسنده تک قصه‌هایی به زبان‌های دیگر ترجمه شده‌است. آثار:

### کودک و نوجوان
- خلبان کوچولو/داستان کودک
- سنگ اندازان غارکبود/رمان نوجوان
- آواز نیمه شب/رمان نوجوان
- پرواز درناها /رمان نوجوان
- هشت پهلوان پیر هفت پسر جوان/داستان نوجوان
- و…

### بزرگسال
- خرده مینا بر خاک
- تا از سخن دور نیفتیم
- فال خون[۶]
- شب ایوب/داستان بلند
- سایه‌ها و شب دراز/داستان بلند
- ما سه نفر هستیم/مجوعه داستان
- راز قتل آقامیر/مجموعه داستان
- هزار پا/مجموعه داستان نوجوان
- دختران دلریز/مجموعه داستان
- کتاب بی‌نام اعترافات/رمان
- ایستادن زیردکل برق فشار قوی/مجموعه داستان